# Oxyopes heterophthalmus
Oxyopes heterophthalmus és una espècie d'aranyes araneomorfes de la família dels oxiòpids (Oxyopidae). Fou descrita per primera vegada l'any 1804 per Pierre André Latreille. Té un distribució paleàrtica. Té una distribució paleàrtica. A Europa es troba més al centre i al sud, on és més comuna.

## Descripció
El color de cos és marró fosc, amb un patró blanquinós en el dors. Les potes són negres, amb pèls brillants i espines sorprenentment robustes. Ambdós sexes fan entre 5 i 7 mm. de llargada. El seu abdomen és més o menys triangular i acaba més en punta.

## Biologia i hàbitat
Oxyopes heterophthalmus té potes llargues i caça de dia. És capaç de córrer molt ràpid i pot saltar sobre la seva presa com un felí, per això el nom popular de la família, lynx spider (aranya linx). No utilitzen teranyines per caçar. La seva capacitat visual no és tan bona com la dels saltícids però poden veure la seva presa a una distància de fins a 10 centímetres. La femella fila un capoll que subjecta a una planta i on guarda els ous fins que surten les cries.
Es pot trobar normalment en zona de landa. Té preferència pels brucs i altres arbusts baixos.

## Sinonímies
Hi ha reconegudes unes quantes sinonímies:
- Aranea heterophthalma Latreille, 1804
- Sphasus heterophthalmus (Latreille, 1804)
- Oxyopes variegatus Latreille, 1806
- Sphasus alexandrinus Audouin, 1826
- Sphasus lineatus Walckenaer, 1837
- Oxyopes alexandrines (Audouin, 1826)
- Oxyopes optabilis O. Pickard-Cambridge, 1872
- Oxyopes dentatus Thorell, 1872
- Oxyopes lineatus (Walckenaer, 1837)